# Baranów (gmina, Mazovie)
Pour les articles homonymes, voir Baranów.
Baranów est une gmina rurale (gmina wiejska) du powiat de Grodzisk Mazowiecki dans la Voïvodie de Mazovie, dans le centre-est de la Pologne.
Son siège administratif est le village de Baranów, qui se situe environ 10 kilomètres à l'ouest de Grodzisk Mazowiecki (siège de la powiat) et 37 kilomètres à l'ouest de Varsovie (capitale de la Pologne).
La gmina couvre une superficie de 75,37 km2 pour une population de 4 855 habitants en 2006.
Il est prévu qu'elle accueille le futur aéroport de Varsovie, le Centralny Port Komunikacyjny.

## Histoire
De 1975 à 1998, la gmina est attachée administrativement à la voïvodie de Skierniewice. Depuis 1999, elle fait partie de la voïvodie de Mazovie.

## Géographie
La gmina inclut les villages de :
- Baranów
- Basin
- Boża Wola
- Bronisławów
- Buszyce
- Cegłów
- Drybus
- Gole
- Gongolina
- Holendry Baranowskie
- Karolina
- Kaski
- Kopiska
- Murowaniec
- Nowa Pułapina
- Osiny
- Regów
- Stanisławów
- Stara Pułapina
- Strumiany
- Wyczółki
- Żaby

### Gminy voisines
La gmina de Baranów est voisine des gminy suivantes :
- Błonie
- Grodzisk Mazowiecki
- Jaktorów
- Teresin
- Wiskitki

## Structure du terrain
D'après les données de 2005, la superficie de la commune de Gostynin est de 75,37 km², répartis comme tel :
- terres agricoles : 92 %
- forêts : 0 %

La commune représente 20,54 % de la superficie du powiat.

## Démographie
Données du 30 juin 2004 :
| description        | Total  | Total | Femmes | Femmes | Hommes | Hommes |
| ------------------ | ------ | ----- | ------ | ------ | ------ | ------ |
| Unité              | Nombre | %     | Nombre | %      | Nombre | %      |
| population         | 4 873  | 100   | 2 442  | 50,1   | 2 431  | 49,9   |
| Densité (hab./km²) | 64,7   | 64,7  | 32,4   | 32,4   | 32,3   | 32,3   |